# Šajinovac (Doljevac)
Pour les articles homonymes, voir Šajinovac.
Šajinovac (en serbe cyrillique : Шајиновац) est un village de Serbie situé dans la municipalité de Doljevac, district de Nišava. Au recensement de 2011, il comptait 908 habitants.

## Démographie

### Évolution historique de la population
| 1948 | 1953 | 1961 | 1971 | 1981  | 1991  | 2002 | 2011 |
| ---- | ---- | ---- | ---- | ----- | ----- | ---- | ---- |
| 843  | 898  | 956  | 993  | 1 017 | 1 039 | 955  | 908  |

|  |